# Guillaume IX de Hesse
Guillem I de Hesse-Kassel (en alemany: Wilhelm I von Hessen-Kassel; Kassel, 3 de juny de 1743 - ibíd, 27 de febrer de 1821) fou, amb el nom de Guillem IX, landgrave de Hesse-Kassel des de 1785, i com Guillem I, fou príncep elector de Hesse-Kassel de 1803 fins a 1821.

## Biografia
El príncep hereu Guillem era fill de Frederic II de Hesse-Kassel i de Maria de Gran Bretanya, una filla del rei Jordi II de Gran Bretanya.
El seu pare, el landgrave Frederic II va abandonar la família en l'any 1747, es va convertir al catolicisme i oficialment es va separar de la seva esposa, la mare de Guillem, l'any 1755. Guillem i els seus dos germans van romandre al costat de la seva mare i van començar a ser educats sota els preceptes protestants des de l'any 1747. Aviat els nens es van mudar a Dinamarca, on viurien al costat dels seus cosins, els fills de la recentment morta Lluisa de Gran Bretanya. Guillermo va estudiar a la Universitat de Gotinga i a Dinamarca.
L'any 1763 es va casar amb la seva cosina la princesa Carolina Guillermina de Dinamarca. La parella va romandre a Dinamarca la major part del temps, fins que l'any 1785 va haver de mudar-se a Kassel, en heretar Guillem el landgraviato. Guillem va rebre un país engrandit a costa del Principat de Hanau, la dinastia del qual s'havia extingit. Es considera que va heretar una de les més grans fortunes a Europa en aquest temps.
Durant les Guerres Revolucionàries Franceses, va aliar-se amb Prússia en 1792 i va lluitar amb les seves tropes juntament amb les del Regne Unit l'any 1793 per a combatre a Flandes contra l'Imperi francès. Després de la Pau de Basilea, va rebre la rica ciutat de Gelnhausen, fins llavors una ciutat lliure, i també va rebreel títol de Príncep Elector de Hesse. El seu Estat va canviar llavors el nom de Landgraviato de Hesse-Kassel a Principat Electoral de Hesse.
L'any 1806 va alinear-se novament al costat de Prússia, ara dins de la Quarta Coalició, però aquesta vegada l'exèrcit francès va ocupar el seu país, que va passar a formar part aquest mateix any del nou Regne de Westfàlia, governat per Jerónimo Bonaparte.
Amb l'ocupació francesa, Guillem i el seu fill van haver d'exiliar-se finalment a Praga i Schleswig, a Dinamarca. En aquest país va viure el príncep elector la major part del temps fins que, després de derrota dels exercits de Napoleó a la batalla de Leipzig en 1813, va poder recuperar els seus territoris. Va prendre part en els combats successius contra Napoleó Bonaparte i va rebre una important compensació en el Congrés de Viena. Després de la guerra va rebre el títol de gran duc de Fulda.
Va restablir tot el sistema administratiu que hi havia abans de l'ocupació francesa, declarant sense cap valor el codi napoleònic, i deixant sense validesa els contractes de compra-venda efectuats durant el regne de Westfàlia, sense atorgar una compensació econòmica. També va expulsar del país a tots els pobladors que no fossin de Hesse. Va refusar atorgar-li al principat una constitució, encara que sí que va promulgar algunes lleis estatals.

## Descendència
- Julius Jacob von Haynau